# Pollicipes polymerus
Pollicipes polymerus är en kräftdjursart som beskrevs av Sowerby 1833. Pollicipes polymerus ingår i släktet Pollicipes och familjen Pollicipedidae. Inga underarter finns listade i Catalogue of Life.

## Bildgalleri

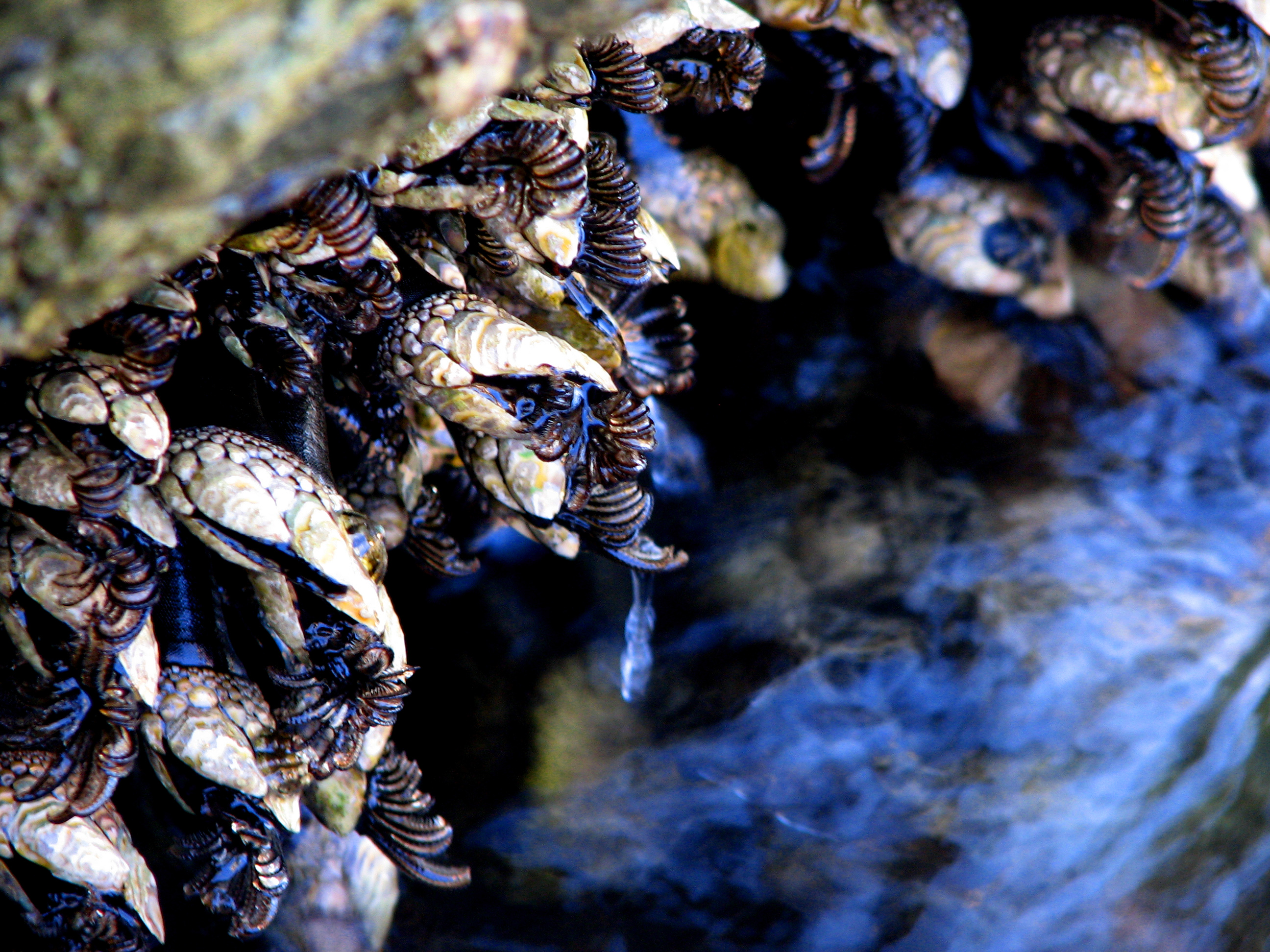